# 无自旋交换弛豫
无自旋交换弛豫（英語：Spin exchange relaxation-free，SERF）是一种物理机制，指在高原子数密度和零磁場环境下，原子自旋交换碰撞频率远远大于拉莫尔进动频率，由于原子在各子能级的概率服从自旋温度分布，多次碰撞的平均宏观效果是原子总体的自旋方向一致，所以可降低甚至消除碱金属原子自旋交换弛豫，使原子自旋极化保持较长的相干时间。一般通过加热碱金属原子气室提高原子数密度，同时利用被动磁屏蔽和主动磁补偿等方式实现零磁场环境。

## 历史
1973年，Happer和Tang 首次通过实验发现SERF现象，随后Happer和Tam在 1977 年从理论上解释了SERF 态效应，但当时没有探索其在磁场测量中的应用。2002年，美国普林斯顿大学的迈克尔·V·罗马利斯首次将这一效应应用于原子磁力仪中，并且理论分析了SERF原子磁力仪灵敏度极限的量级。SERF这一名称部分是由于其与超导量子干涉仪（SQUID）探测器在海洋隐喻中的关系而产生的。
2003年，普林斯顿大学Romalis团队与华盛顿大学合作，提出了一种SERF原子磁力仪，磁场测量灵敏度可达 {\displaystyle 10fT/{\sqrt {Hz}}}。2011年，美国威斯康星大学的科研团队开发出一种基于SERF原子磁力仪阵列的心磁图仪，有四个通道，测量灵敏度达到 {\displaystyle 6-11fT/{\sqrt {Hz}}}。

## 原理

弛豫率。这些线代表在160、180和200°C温度下使用钾蒸汽操作（更高温度提供更高弛豫率），使用2厘米直径的蒸气池，含有3 atm氦缓冲气体，60 Torr N_{2}猝熄氣。SERF状态在足够低的磁场下清楚显现，此时自旋交换碰撞发生得比自旋进动快得多。

自旋交换碰撞保持碰撞原子对的总角动量，但可能扰乱原子的超精细态。处于不同超精细态的原子不能相干地進動，从而限制了原子的相干寿命。然而，如果自旋交换碰撞发生的速度远快于原子的进动频率，则由自旋交换碰撞引起的失相干几乎可以消除。在这一状态下，集合中的所有原子快速改变超精细态，在每个超精细态中花费相同的时间，使自旋集合进动得更慢但保持相干。这种状态，即SERF状态可以通过在足够高的碱金属密度和足够低的磁场中操作来达成。
|  |  |

经历慢速自旋交换的低极化原子的自旋交换弛豫率{\displaystyle R_{se}}：
{\displaystyle R_{se}={\frac {1}{2\pi T_{se}}}\left({\frac {2I(2I-1)}{3(2I+1)^{2}}}\right)}
其中 {\displaystyle T_{se}} 是自旋交换碰撞之间的时间，{\displaystyle I}是核自旋，{\displaystyle \nu }是磁共振频率，{\displaystyle \gamma _{e}}是电子的旋磁比。
在快速自旋交换和小磁场的极限下，对于足够小的磁场，自旋交换弛豫率消失：
{\displaystyle R_{se}={\frac {\gamma _{e}^{2}B^{2}T_{se}}{2\pi }}{\frac {1}{2}}\left(1-{\frac {(2I+1)^{2}}{Q^{2}}}\right)}
其中 {\displaystyle Q} 是表达减速的常数，用于电子和核自旋之间角动量的共享：
{\displaystyle Q(I=3/2)=4\left(2-{\frac {4}{3+P^{2}}}\right)^{-1}}
{\displaystyle Q(I=5/2)=6\left(3-{\frac {48(1+P^{2})}{19+26P^{2}+3P^{4}}}\right)^{-1}}
{\displaystyle Q(I=7/2)=8\left({\frac {4(1+7P^{2}+7P^{4}+P^{6})}{11+35P^{2}+17P^{4}+P^{6}}}\right)^{-1}}
其中 {\displaystyle P} 是原子的平均极化。经历快速自旋交换的原子在未完全极化时进动得更慢，因为它们在不同的超精细态中花费一部分时间，以不同的频率或相反方向进动。

## 灵敏度
原子磁力仪的灵敏度{\displaystyle \delta B}受原子数量{\displaystyle N}及其自旋相干寿命 {\displaystyle T_{2}} 限制，可表示为：
{\displaystyle \delta B={\frac {1}{\gamma }}{\sqrt {\frac {2R_{tot}Q}{F_{z}N}}}}
其中 {\displaystyle \gamma } 是原子的旋磁比，{\displaystyle F_{z}}是总原子自旋 {\displaystyle F=I+S} 的平均极化。
在没有自旋交换弛豫的情况下，各种其他弛豫机制导致原子自旋的失相干：
{\displaystyle R_{tot}=R_{D}+R_{sd,self}+R_{sd,\mathrm {He} }+R_{sd,\mathrm {N_{2}} }}
其中{\displaystyle R_{D}}是由于与池壁碰撞的弛豫率，{\displaystyle R_{sd,X}}是碱金属原子间碰撞和碱原子与可能存在的任何其他气体碰撞的自旋破坏率。
在最优配置下，在约3 atm氦缓冲气体的1 cm3蒸汽池中密度为1014 cm−3的钾原子可以实现10 aT Hz−1/2（10−17 T Hz−1/2）的灵敏度，弛豫率 {\displaystyle R_{tot}}≈ 1 Hz。

## 典型操作

原子磁力仪工作原理，描绘了被圆偏振泵浦光束极化的碱原子，在磁场存在下进动，并通过线偏振探测光束的光学旋转进行检测。

足够密度的碱金属蒸汽通过简单地在蒸汽池内加热固体碱金属获得。典型的SERF原子磁力仪可以利用低噪声二极管激光器来极化和监测自旋进动。调谐到{\displaystyle D_{1}}光谱共振线的圆偏振泵浦光极化原子。正交探测光束通过线偏振光的光学旋转检测进动。对于典型的SERF磁力仪，自旋仅倾斜很小的角度，因为进动频率相对于弛豫率较慢。

## 优缺点
SERF磁力仪的单位体积灵敏度好，在一些频率范围内已超越了超导量子干涉仪。其体积小巧，方便进行阵列布置，可以更靠近测量目标。
其缺点是只能在接近零场下操作，极大地限制了其测量的动态范围；在结构上，为了维持高灵敏度，存在小型化局限（约1立方厘米 ），集成难度较大；且传感器蒸汽池必须加热。

## 应用
SERF磁力仪可应用于高性能脑磁图成像或样品磁化测量（如岩石样品）。

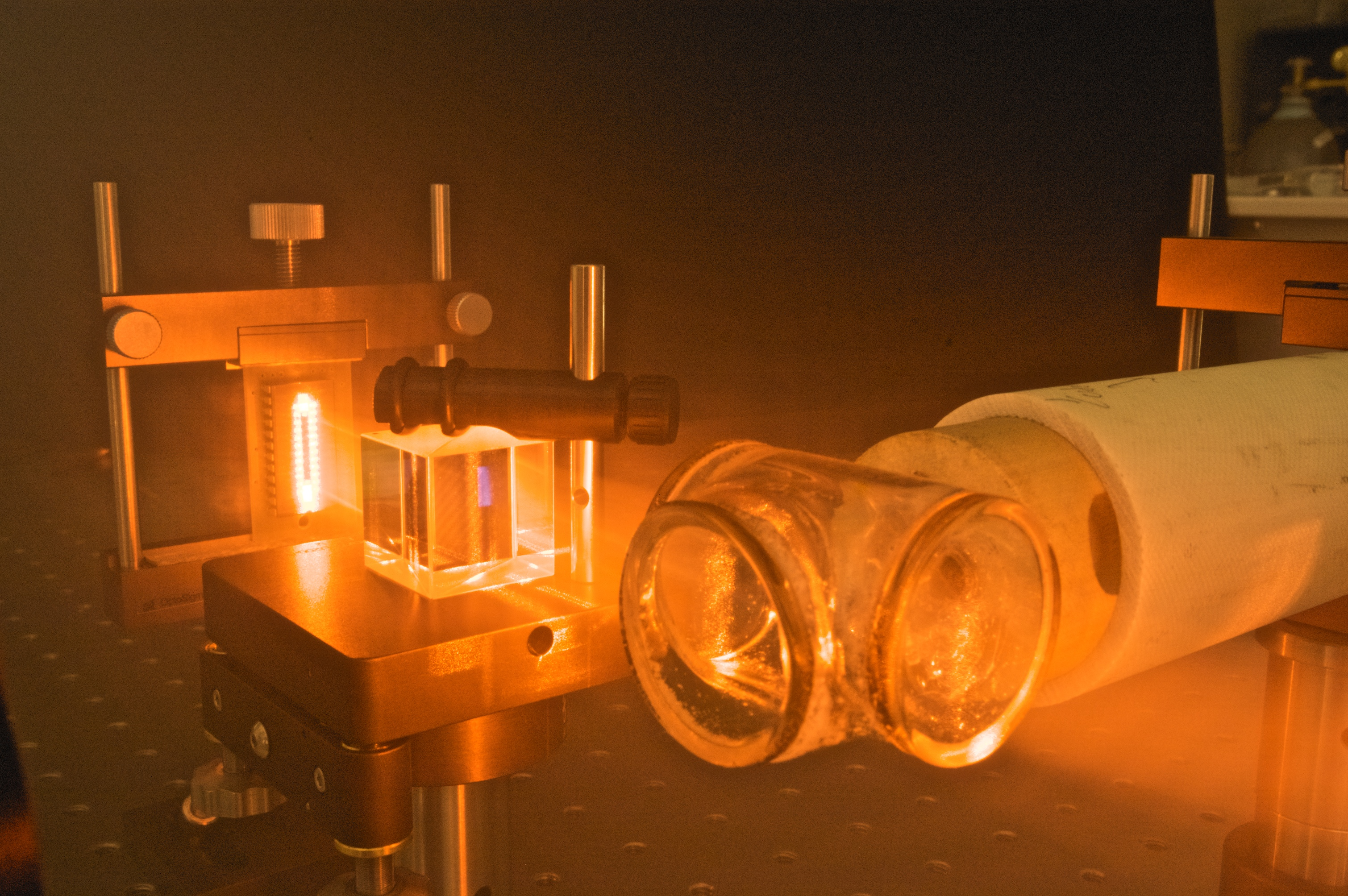
SERF组件模型